# فیل بوید
فیل بوید (انگلیسی: Phil Boyd; ۵ ژوئن ۱۸۷۶ – ۱۶ نوامبر ۱۹۶۷) قایقران روئینگ اهل کانادا بود.